# Rivière Milky
Pour les articles homonymes, voir Milky.
La rivière Milky est un affluent de la rive sud de la rivière Harricana, coulant dans la ville de Val-d'Or, dans la municipalité régionale de comté (MRC) de La Vallée-de-l'Or, dans la région administrative du Abitibi-Témiscamingue, au Québec, au Canada.
La foresterie est l'activité principale de ce bassin versant. Les activités récréotouristiques arrivent en second, notamment la navigation de plaisance sur les lacs De Montigny et Blouin.
La surface de la rivière Milky est généralement gelée de la mi-décembre à la mi-avril.

## Géographie
Les bassins versants voisins de la rivière Milky sont :
- côté nord : rivière Harricana, rivière Fiedmont, rivière Laine, rivière La Corne, rivière Vassan ;
- côté est : lac Blouin, rivière Colombière, rivière Bourlamaque, rivière Sabourin ;
- côté sud : lac De Montigny, lac Lemoine, lac Fournière, rivière Thompson (lac De Montigny) ;
- côté ouest : lac Malartic, rivière Héva, Petite rivière Héva, rivière Laine, rivière Harricana, rivière Malartic.

La source de la rivière Milky est située à l'embouchure du lac De Montigny lequel est surtout alimenté par la rivière Thompson (lac De Montigny) venant du sud.
À partir de sa source, la rivière Milky coule sur 0,7 km vers le nord, jusqu'à sa confluence avec la rivière Harricana.
La rivière Milky se déverse sur la rive sud de la rivière Harricana à :
- 13,8 km au sud-est de la décharge de la rivière Harricana dans le lac Malartic ;
- 25,8 km au sud-est de l'embouchure du lac Malartic ;
- 11,8 km au nord-ouest du centre-ville de Val-d'Or ;
- 8,4 km au nord-ouest du Lac Blouin ;
- 35,0 km au sud-est du Lac Pascalis.

## Toponymie
D'origine anglaise, le terme « Milky » signifie « ressemblant au lait en couleur et en consistance ».
Le toponyme rivière Milky a été officialisé le 21 décembre 1982 à la Commission de toponymie du Québec.